# Bifenilindanon A
Bifenilindanon A (BINA, LS-193,571) je istraživački agens koji deluje kao potentni i selektivni pozitivni alosterni modulator za grupu II metabotropnih glutamatnih receptora podtipa .
U životinjskim ispitivanjima je pokazano da ima anksiolitičko i antipsihotičko dejstvo, i da blokira dejstvo proizvedeno halucinogenim lekovima . BINA i drugi selektivni mGluR2 pozitivni modulatori su potencijalna nova klasa lekova za tretman šizofrenije, i moguće je da oni imaju superiorna svojstva u odnosu na tradicionalne antipsihotike.
BINA umanjuje kokainsku samoadministraciju kod pacova, bez uticaja na apetit, i smatra se da je to svojstvo značajno poboljšanje u odnosu na 2/3 agonist LY-379,268